# Deep Purple in Rock
| Recensione          | Giudizio       |
| ------------------- | -------------- |
| AllMusic            |                |
| Ondarock            | Pietra Miliare |
| Disc and Music Echo |                |
| New Musical Express | (favorevole)   |
| BBC                 | (favorevole)   |

Deep Purple in Rock, anche noto come In Rock, è il quarto album in studio del gruppo musicale britannico Deep Purple, pubblicato il 5 giugno 1970 dalla Harvest Records e dalla Warner Bros.
È il primo album in studio registrato dalla formazione Mark II composta da Ian Gillan, Ritchie Blackmore, Roger Glover, Jon Lord e Ian Paice. La lavorazione a In Rock iniziò poco dopo che Gillan e Glover si unirono alla band nel giugno del 1969, con le prove presso l'Hanwell Community Centre. La musica era concepita per essere pesante e rumorosa, in modo da riprodurre accuratamente gli spettacoli del gruppo. Le registrazioni furono effettuate presso vari studi a Londra nel mezzo di un lungo tour, durante il quale venne data forma alle canzoni e agli arrangiamenti. Fu un album di successo in Europa e raggiunse la quarta posizione nel Regno Unito, rimanendo in classifica per oltre un anno, mentre gli album precedenti della Mark I erano stati accolti meglio negli Stati Uniti. Un singolo d'accompagnamento, "Black Night", raggiunse la seconda posizione. L'album ha continuato a raccogliere l'elogio della critica ed è ritenuto estremamente influente per i generi hard rock ed heavy metal, di cui rappresenta uno dei primi esempi.

## Storia
Verso la metà del 1969, i Deep Purple avevano registrato tre dischi ed avevano ottenuto il successo commerciale negli Stati Uniti, ma non riuscivano a trovare una direzione musicale. Nonostante nel gruppo fossero presenti musicisti esperti, nessuno dei membri originali aveva esperienza in qualità di compositore ed i loro lavori iniziali spaziavano tra lo psychedelic hard rock costruito intorno ai riff di chitarra di Ritchie Blackmore, alle tracce influenzate dalla musica classica scritte ed arrangiate dall'organista Jon Lord, unito alle cover di canzoni dei the Beatles, Joe South e Neil Diamond.
Dopo il tour di maggio, Blackmore, Lord ed il batterista Ian Paice decisero di sostituire il cantante solista Rod Evans con qualcuno capace di cimentarsi nella musica hard rock. Il gruppo aveva appena firmato un contratto con la Harvest Records nel Regno Unito, che era intenzionata a rappresentare band underground e progressive, ma il titolare Malcolm Jones pensava che i Deep Purple facessero fin troppo affidamento sugli espedienti e piacessero solo al mercato americano. Lord and Blackmore si incontrarono con Paice durante il tour per discutere il cambio della formazione, e Blackmore disse che voleva "fare un tentativo per diventare veramente pesanti" dopo aver sentito l'album di debutto dei Led Zeppelin. Blackmore chiese al suo ex compagno di formazione, il batterista Mick Underwood, di vedere di trovare un cantante adatto. Underwood suggerì il suo compagno degli Episode Six, Ian Gillan. Blackmore, Lord e Paice andarono a vedere un concerto degli Episode Six a Woodford Green il 4 giugno, e dopo che Blackmore si consultò con la band, il posto fu offerto a Gillan.
Gillan ed il bassista Roger Glover degli Episode Six erano amici ed avevano un sodalizio nella composizione nei brani. Ciononostante, Glover non voleva lasciare gli Episode Six, quindi come compromesso Gillan suggerì che potesse aiutare i Deep Purple nella composizione. Il 7 giugno, Gillan and Glover furono chiamati a suonare su una registrazione dei Deep Purple per il loro successivo singolo, "Hallelujah", nel quale Glover figurò come musicista di studio. Dopo questo episodio, Glover cambiò idea e decise di entrare nella band.
Il gruppo s'incontrò inizialmente e iniziò a sviluppare le idee delle canzoni in segreto, senza parlarne con Evans o col bassista originale Nick Simper semplicemente perché la formazione originale aveva ancora delle date del tour per promuovere l'album The Book of Taliesyn, che la Harvest aveva finalmente pubblicato nel Regno Unito (parecchi mesi dopo l'uscita negli Stati Uniti dell'ottobre 1968). Inoltre, il management degli Episode Six non voleva che Gillan e Glover lasciassero la band, e cercò di ottenere un accordo coi Deep Purple. Nonostante ciò, dopo alcune settimane, sia Evans che Simper scoprirono di essere stati licenziati e non rimasero stupiti dalla modalità subdola con cui ciò era stato fatto, in particolare registrando con una formazione differente. Underwood in seguito dichiarò di essersi pentito di aver consigliato Gillan perché non voleva che Simper perdesse il lavoro. L'ultimo spettacolo con Evans e Simper fu il 4 luglio, mentre la nuova formazione suonò per la prima volta allo Speakeasy Club a Londra il 10 luglio. Gillan e Glover continuarono a suonare molte altre date con gli Episode Six, fino al 26 luglio. Furono sostituiti da John Gustafson in qualità di cantante e bassista.
L'Hanwell Community Centre era stato prenotato per la band per provare e scrivere del nuovo materiale; secondo Glover, era stato scelto perché era "l'unico posto che potessimo trovare in cui si potesse fare un sacco di rumore". La struttura di base di "Child in Time" fu sistemata durante queste sessioni e sia quella che "Speed King" (allora intitolata "Kneel And Pray") erano all'interno delle scalette quando la band suonò al Paradiso di Amsterdam il 24 agosto. La Mark II partì per un lungo tour e scoprì di avere una buona chimica tra i membri della band. Il tour fu brevemente interrotto dal Concerto for Group and Orchestra, in cui i Deep Purple suonarono assieme alla Royal Philharmonic Orchestra alla Royal Albert Hall il 24 settembre. Nonostante il concerto fosse in uno stile differente dal materiale a cui lavoravano all' Hanwell, permise loro di ottenere ulteriore pubblicità nel Regno Unito il quale, assieme alle performance del gruppo, iniziò a creare un seguito.

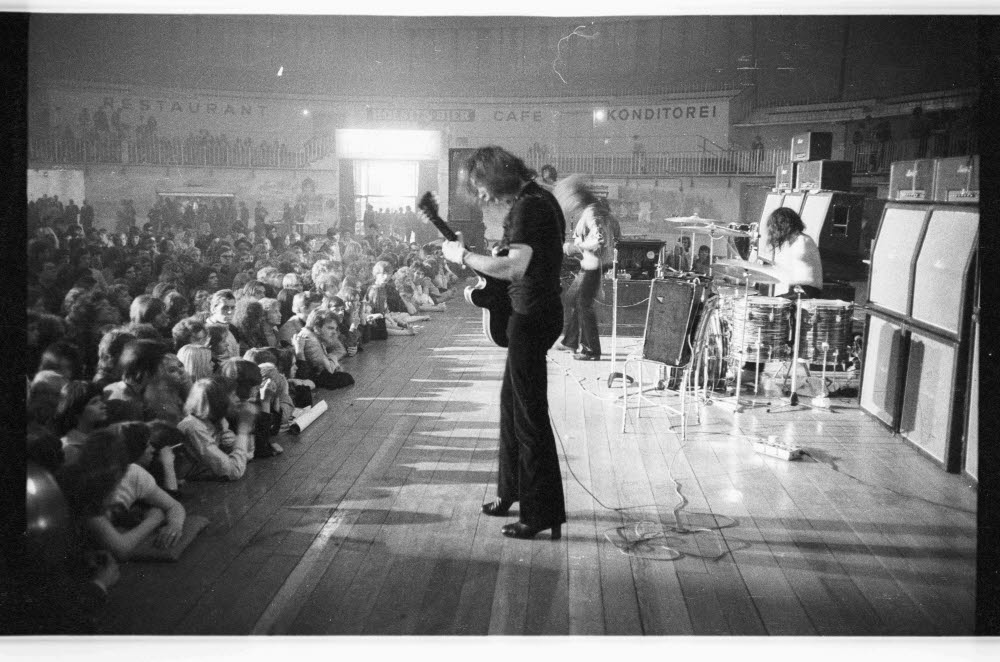
I Deep Purple in concerto in Germania, maggio 1970.

Le registrazioni di In Rock iniziarono presso gli IBC Studios, a Londra e le prime sessioni furono ad ottobre. Il lavoro di studio fu ritagliato tra le varie esibizioni, che erano necessarie a far ottenere alla band i guadagni e continuarono ininterrottamente fino all'aprile dell'anno successivo. Gillan in seguito disse che la frequenza dei concerti era importante per sviluppare il materiale e trovare gli arrangiamenti più adatti prima delle registrazioni. L'approccio di base dietro alle registrazioni era che tutto dovesse essere rumoroso e pesante; Glover ricorda di aver visto i VU meter dello studio puntare nella zona rossa, che indica la distorsione del suono. Nel novembre del 1969, il gruppo suonò "Speed King" e "Living Wreck" per delle BBC session, mentre a febbraio del 1970 il gruppo tenne un concerto per la stazione, suonando in anteprima alcuni brani del nuovo materiale live. L'etichetta statunitense della band, Tetragrammaton, dichiarò bancarotta in quel periodo, mettendo in dubbio la possibilità di pubblicare l'album in America. La Warner Bros. in seguito comprò il contratto della Tetragrammaton.
L'album fu il primo prodotto dal gruppo, anche se la band fece largo uso degli ingegneri del suono durante le sessioni, in particolare del contributo di Martin Birch che cercò di riprodurre il suono live nella stanza dello studio su nastro. Il titolo fu una reazione a Concerto for Group and Orchestra ed enfatizzava che i Deep Purple fossero una band rock. La cover fu disegnata dal management del gruppo e rappresenta il Monte Rushmore con i volti dei membri del gruppo al posto di quelli dei presidenti statunitensi.
Dopo che le registrazioni furono terminate, il gruppo continuò ad andare in tour. Gillan ricorda di aver suonato 50 concerti nella prima metà del 1970, più altri 15 in Europa. La band suonò anche in uno special televisivo per Doing Their Thing  su Granada TV per il London Weekend Television's South Bank Summer. Il 9 agosto, il gruppo apparve al National Jazz and Blues Festival, che culminò con Blackmore che diede fuoco ai suoi amplificatori.

## Copertina
La copertina raffigura i volti dei cinque membri della formazione "classica" Mark II che sostituiscono quelli dei quattro presidenti scolpiti nella roccia del Monte Rushmore.

## I brani
A differenza degli album precedenti, tutte le canzoni di In Rock sono accreditate a tutti i membri dei Deep Purple. Gillan racconta che le canzoni venivano inizialmente provate ad Hanwell, quindi venivano introdotte negli spettacoli per vedere come avrebbero funzionato. Lord disse che lo scopo dell'album era di fare "uno sforzo consapevole per fermarsi e pensare a scrivere del materiale che avremmo capito tutti".
- "Speed King" si sviluppa su un giro di basso scritto da Glover a Hanwell, nel tentativo di emulare "Fire" di Jimi Hendrix. Gillan scrisse i testi prendendo frasi da vecchie canzoni Rock'n Roll di Little Richard. Inizialmente era conosciuta come "Kneel and Pray" e fu sviluppata come una parte del live per molti mesi prima della registrazione. Nella prima versione in studio della canzone Lord suonava il piano invece che l'organo e fu registrata in seguito come un B-side in Olanda. La take finale fu registrata nel gennaio del 1970 e si apre con uno strumentale conosciuto come "Woffle", registrato nel novembre del 1969.[10]

- "Bloodsucker" fu registrato presso i De Lane Lea Studios e finito presso gli Abbey Road Studios. Paice si divertì a suonare sulla traccia[10]. La canzone fu ri-registrata 28 anni dopo, nel 1998, per l'album Abandon, con Steve Morse alla chitarra, e fu reintitolata "Bludsucker" per l'occasione.[20][21]

- "Child in Time" fu scritta durante le prime prove presso l'Hanwell, dopo che Lord iniziò a suonare l'introduzione di "Bombay Calling" degli It's a Beautiful Day. Il gruppo decise di suonare il tema principale della canzone utilizzando un tempo più lento, mentre Gillan scrisse un nuovo testo ispirato dalla guerra nel Vietnam. In seguito disse che il titolo della canzone gli venne fuori spontaneamente.[10] La canzone veniva suonata dal vivo regolarmente e fu provata per bene quando fu registrata presso l'IBC nel novembre del 1969. Successivamente divenne un anthem de facto per i gruppi di resistenza anti-comunisti nell'Europa dell'est durante il periodo della cortina di ferro.[10] Sicuramente è il brano più importante dell'album e venne successivamente inserito in numerose raccolte e album dal vivo del gruppo britannico; l'ultima versione dal vivo appare nell'album Come Hell or High Water.

- "Flight of the Rat" fu l'ultima canzone registrata per l'album, al De Lane Lea l'11 marzo. Il pezzo si è evoluto nel corso delle prove da un riarrangiamento ironico di "Il volo del Calabrone" da parte di Glover.[15]

- "Into the Fire" è stata scritta da Glover come un avvertimento contro le droghe. Il riff principale è stato sviluppato dopo aver discusso di scale cromatiche con Blackmore.[11]

- "Living Wreck" è stata registrata durante le prime sessioni all'IBC sessions nell'ottobre del 1969. È stato quasi lasciato fuori dall'album poiché il gruppo pensava che non fosse abbastanza valido, ma piacque risentendolo di nuovo dopo la sessione fu deciso di tenerlo. Blackmore utilizzò un octaver per suonare il solo del pezzo.[11]

- "Hard Lovin' Man" fu ricavata da un riff di basso di Glover e sviluppata come jam session da parte del resto della band. Fu la prima canzone ad essere registrata presso i De Lane Lea nel gennaio del 1970, con l'ingegnere del suono Martin Birch. Il gruppo rimase colpito dalle capacità di Birch e rimase il loro ingegnere del suono fino al primo scioglimento della band nel 1976. Fu accreditato come "catalizzatore" sul LP originale.[11]

### Altre canzoni
- Dopo aver completato l'album, i manager del gruppo erano preoccupati dalla mancanza del singolo da hit e prenotarono i De Lane Lea a inizio di maggio 1970 in modo che la band potesse scrivere e registrarne uno. Dopo delle iniziali difficoltà a trovare una canzone dal suono commerciale, Blackmore iniziò a suonare il riff utilizzato da Ricky Nelson nel suo arrangiamento di "Summertime", mentre il resto del gruppo improvvisò la struttura. Gillan in seguito disse di aver provato a scrivere "il testo più banale a cui potessimo pensare". Il risultato fu il singolo "Black Night", che divenne la prima hit della band nel Regno Unito; il singolo non venne inserito nella prima stampa del disco ma fu incluso nella successiva ristampa del 1995 come bonus track, in occasione del 25º anniversario dell'album.[11]

- "Cry Free" fu registrato presso l'IBC nel gennaio del 1970. Nonostante il gruppo avesse registrato più di 30 take, non riuscì ad entrare nella scaletta finale e fu poi realizzato su una compilation, quindi, incluso nella versione estesa del disco del 1995.[11]

- Uno strumentale, "Jam Stew", fu registrato alla fine del novembre del 1969 all'IBC. Una versione con un testo improvvisato è stata registrata come "John Stew" per una BBC session, mentre il riff principale è presente nella canzone "Bullfrog", presente sul session album Green Bullfrog, uscito l'anno successivo.[11]

## Accoglienza
Venne accolto positivamente dalla critica. Rodney Collins di Record Mirror disse che si trattava di "un album straordinariamente buono" che mostra che "il rock, data una bella coltellata e una svegliata al materiale, è ancora una delle aree più gratificanti della musica contemporanea". Richard Green, scrivendo sul New Musical Express, disse che l'album era "Buono, rock carnoso fino in fondo" e elogiò in particolare il cantato di Gillan in "Child In Time". Disc and Music Echo lo ha valutato con 4 stelle su 5, confrontando il suono con i Nice e osservando il predominio strumentale di Blackmore su Lord.
Secondo Tony Dolan, nel libro "Deep Purple: a Critical Retrospective", il primo album di Mk II Concerto for Group and Orchestra aveva dato ai Deep Purple la pubblicità di cui aveva tanto bisogno nel Regno Unito, ma la band - Ritchie Blackmore in particolare - era convinta che "non sarebbero stati etichettato come un fenomeno passeggero. Era palese che il prossimo album in studio dovesse essere un assalto a tutto campo ai timpani. Come ha detto Blackmore agli altri, "se non è drammatico o eccitante, non ha posto su questo disco. In Rock era tutto ciò che Blackmore aveva previsto e molto di più. Sarebbe rimasto nelle classifiche del Regno Unito per oltre un anno. I Deep Purple avevano finalmente trovato la loro nicchia con il loro rock duro, pesante, fragoroso e potente ".
Le recensioni retrospettive sono state, in modo simile, a favore. Eduardo Rivadivia di AllMusic ha definito In Rock "uno degli album che definisce l'heavy metal". Il giornalista Malcolm Dome ha dichiarato che "In Rock è uno dei migliori album... non solo dei Purple, di chiunque". Sui nuovi membri Gillan e Glover, aggiunse "è straordinario come Ian Gillan rimanga completamente in controllo della sua voce mentre esegue i suoi folli vocalizzi". E Roger Glover è stato senza fronzoli, ma molto bravo tecnicamente...ha anche contribuito in modo piacevole e impressionante alla scrittura delle canzoni".
Blackmore ha affermato che è il suo album preferito del suo periodo con i Deep Purple, assieme a Machine Head (1972).

## Tracce
Versione originale
Testi e musiche di Ritchie Blackmore, Ian Gillan, Roger Glover, Jon Lord e Ian Paice.
1. Speed King – 5:49
2. Bloodsucker – 4:10
3. Child in Time – 10:14
4. Flight of the Rat – 7:51
5. Into the Fire – 3:28
6. Living Wreck – 4:27
7. Hard Lovin' Man – 7:11

Tracce bonus per la 25th Anniversary Edition
1. Black Night (original single version) – 3:27
2. Studio Chat (1) – 0:28
3. Speed King (versione in piano) – 4:14
4. Studio Chat (2) – 0:25
5. Cry Free (remix di Roger Glover) – 3:20
6. Studio Chat (3) – 0:05
7. Jam Stew (strumentale) – 2:30
8. Studio Chat (4) – 0:40
9. Flight of the Rat (remix di Roger Glover) – 7:53
10. Studio Chat (5) – 0:31
11. Speed King (remix di Roger Glover) – 5:52
12. Studio Chat (6) – 0:23
13. Black Night (remix inedito di Roger Glover) – 4:47

## Formazione
- Ian Gillan – voce
- Ritchie Blackmore – chitarra
- Roger Glover – basso
- Jon Lord – tastiere
- Ian Paice – batteria

### Produzione
- Andy Knight – ingegnere del suono presso IBC Studios (lato 1, tracce 1 & 3, lato 2, tracce 2 e 3)[24]
- Martin Birch –  ingegnere del suono presso De Lane Lea (lato 2, tracce 1 e 4)[24]
- Phillip McDonald –  ingegnere del suono presso Abbey Road Studios (lato 1, traccia 2)[24]
- Edwards Coletta Productions – Cover design
- Nesbit Phipps & Froome – Art studios
- Mike Brown, Alan Hall – Fotografia
- Mick (Egg) Angus, Ian (Bige) Hansford – Equipaggiamento
- Peter Mew – Remaster dell'album originale
- Roger Glover – Supervisione del missaggio delle tracce extra
- Tom Bender and Jason Butera – Operatori di studio aggiuntivi

## Classifiche

### Classifiche settimanali
| Classifica (1970/71) | Posizione massima |
| -------------------- | ----------------- |
| Australia            | 1                 |
| Finlandia            | 9                 |
| Francia              | 7                 |
| Germania             | 1                 |
| Italia               | 7                 |
| Norvegia             | 5                 |
| Regno Unito          | 4                 |
| Stati Uniti          | 143               |

### Classifiche di fine anno
| Classifica (1970) | Posizione |
| ----------------- | --------- |
| Regno Unito       | 8         |
| Classifica (1971) | Posizione |
| Australia         | 15        |
| Germania          | 1         |